# مزرعه ناظمیان
مزرعه ناظمیان یک منطقهٔ مسکونی در ایران است که در دهستان علی‌جمال واقع شده‌است.